# Podkultura polityczna
Podkultura polityczna – kultura polityczna o mniejszym zasięgu niż całe społeczeństwo, ograniczająca się na przykład do pewnej części państwa lub do pewnej grupy społecznej. Wpływa na kulturę polityczną społeczeństwa.
Można wyróżnić podkultury polityczne:
- regionalne lub narodowościowe: na przykład wyróżnienie w ramach jugosłowiańskiej kultury politycznej trzech typów regionalno-narodowościowych[1] czy odróżnienie stołecznej podkultury politycznej[2];
- odmiennych doświadczeń historycznych, na przykład wskazanie pewnych różnic w kulturach politycznych dawnych zaborów rosyjskiego, niemieckiego i austriackiego w Polsce[3];
- części składowych systemu politycznego: na przykład kultury politycznej elity[4] czy kultury politycznej reżimu i kultury politycznej społeczeństwa[5].

W Polsce badano także kulturę polityczną studentów (Jan Garlicki).